# Дзвіночки

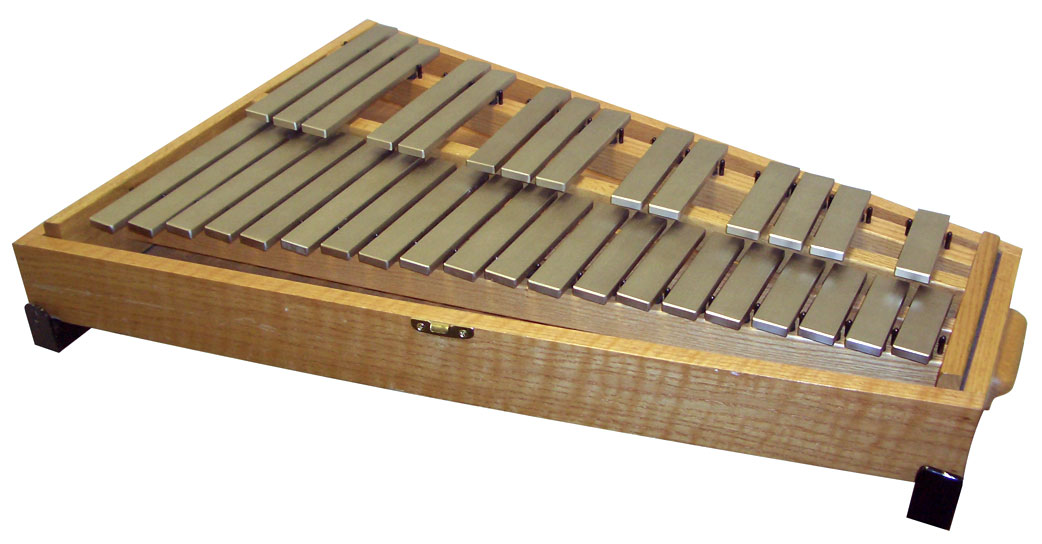
Сучасні оркестрові дзвіночки

Дзвіночки (італ. campanelli) — ударний інструмент з родини ідіофонів, має визначену висоту звука і складається з ряду металевих пластинок, вільно закріплених на брусках у два ряди. Звук видобувають за допомогою спеціальних молоточків або клавішного механізму. Діапазон за записом — від h до c3, звучить на дві октави вище від записаного.
Прості (звичайні) дзвіночки являють собою набір налаштованих за хроматикою металевих пластинок, розміщених у два ряди на дерев'яній рамі трапецієподібної форми. Розташування пластинок на них аналогічно розташуванню білих і чорних клавіш фортепіано. Вживаний діапазон дзвіночків — від c3 до c5 (від третьої октави — до п'ятої октави), на деяких інструментах — ширше. Грають на звичайних дзвіночках двома маленькими металевими молоточками або дерев'яними паличками.

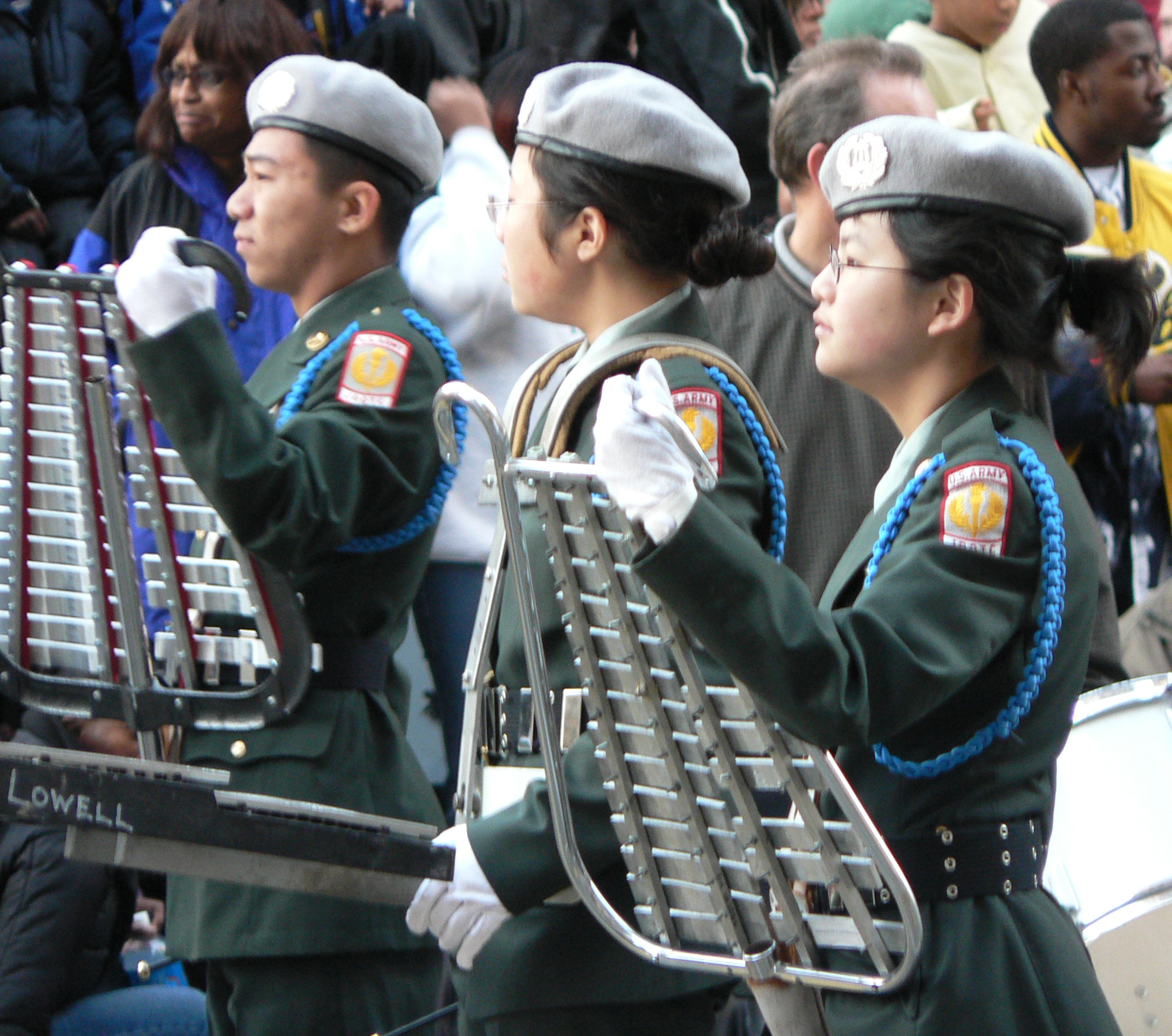
дзвіночки військових оркестрів

У клавішних дзвіночках пластинки укладені в корпус зразок маленького піаніно, де є нескладний механізм молоточків, що передає удари від клавіш до платівок (цей механізм схожий з механізмом челести). Клавішні дзвіночки технічно рухливіші, ніж прості, але програють їм в чистоті тембру.
З XIX століття дзвіночки часто застосовуються в симфонічному оркестрі. Ноти для дзвіночків пишуться на дві октави нижче дійсного звучання, в партитурі їх партія пишеться під партією дзвонів, над партією ксилофона .

## Джерело
- Юрій Юцевич. Музика: словник-довідник. — Тернопіль, 2003. — 404 с. — ISBN 966-7924-10-6. (html-пошук по словнику, djvu)